# Historische Rechtsschule
Die Historische Rechtsschule (auch: geschichtliche Schule der Rechtswissenschaft) ist eine wissenschaftsgeschichtliche Lehrströmung der Rechtswissenschaft des 19. Jahrhunderts. Begründet wurde sie 1814/15 von Friedrich Carl von Savigny, der dazu eine schulbildende Programmschrift verfasst hatte und den Berliner Hochschulverkehr maßgeblich seinem Einfluss aussetze, sodass er als ihr herausragender Vertreter gilt, und Karl Friedrich Eichhorn. Vorherrschend umgab sie der Zeitgeist von Frühromantik, Klassizismus und Historismus.
Die Historische Rechtsschule ging davon aus, dass alle Volksüberzeugungen („Volksgeist“) einen einheitlichen Bestand bilden und vergleichbar einer Sprache wachsen, frei, veränderbar, aber strukturiert. In diesem historischen Zusammenhang stehe auch das Recht. Strömungen die hingegen unhistorisch waren, so etwa das philosophisch inspirierte Naturrecht oder die nationalpolitisch motivierten Forderungen nach gewillkürter Gesetzgebung, wurden abgelehnt. Privatrecht sollte im Rahmen des rechtswissenschaftlichen Betriebs an Hochschulen zur Ausbildung versierter Richter entwickelt werden, denn Recht bestand in diesem Sinne aus rechtsgeschichtlichen und dogmatischen Arbeiten gleichermaßen. Als Erkenntnisquellen galten klassisch-römisches Recht, germanisches Recht und alle Veränderungen der beiden Rechtsmassen seit den ersten wissenschaftlichen Aufbereitungen im Hochmittelalter. Dabei war die Rechtsschule nicht einheitlich ausgerichtet, denn widerstreitende philosophische Programme gingen in ihr ebenso auf, wie die unterschiedliche Methodenlehren und unterschiedliche zugrundeliegende politische Grundausrichtungen.
Die Einsicht der Geschichtlichkeit von Recht wirkte sich auf die Arbeiten mit den rezipierten Rechtsquellen aus. Da Savigny die Ansicht vertrat, dass die überlieferten Rechtstexte ab dem Mittelalter bis zur Unkenntlichkeit verderbt worden waren, wollte er sie von all diesen Eingriffen befreien, um sie einer verständnisvolleren wissenschaftlichen Behandlung und zeitgemäßen Rechtsprechung zuzuführen. Rechtssystematisch folgte die Schule dem Pandektenrecht, wissenschaftliche Ausgangsgrundlage des bis heute geltenden deutschen Bürgerlichen Gesetzbuches (BGB).
Wegbereiter und kritische Begleiter der historischen Rechtsschule waren unter den dominierenden Romanisten um Savigny vor allem die Methodiker Gustav von Hugo und  Georg Friedrich Puchta sowie die theologisch inspirierten Friedrich Julius Stahl und Moritz August von Bethmann-Hollweg. Um den Begründer des germanistischen Zweigs Karl Friedrich Eichhorn scharten sich vornehmlich Jacob Grimm und Georg Beseler. Der Streit um das römische Recht zwischen den beiden Flügeln war nationalpolitischer Art. Widerstand gegen die Schule regte sich aus den Lagern der Hegelianer und der Praktiker.
Mit dem Verstummen der Historischen Rechtsschule verbunden war die Historisierung der Rechtsgeschichte als Geschichtswissenschaft. Deren Existenzberechtigung unter dem Dach der juristischen Fakultäten wird zunehmend hinterfragt. Heute wird die eigentliche Bedeutung der Rechtsschule in der Verbreitung und Kritik der traditionellen Rechtsquellen, der Einflussnahme auf juristische Grundbegriffe, der Schaffung einer Lehrbuchtradition und in der breit angelegten Wirkung auf die Rechtsprechung und damit auf die sich im Wandel befindliche Lebenswirklichkeit gesehen. Einfluss hatte die Historische Rechtsschule auch auf die Schweiz, Österreich, Frankreich, Italien, Skandinavien, Russland, England und die Vereinigten Staaten.

## Begriff und Bedeutung

### Geschichtlichkeit des Rechts

#### Abriss
Das erste Jahrzehnt des 19. Jahrhunderts brachte tiefgreifende politische Veränderungen mit sich, weshalb Auswirkungen auf das Gemeine Recht nicht ausbleiben konnten. Die römisch-deutschen Kaiser des Heiligen Römischen Reichs hatten abgedankt. Das hatte zur Folge, dass das Gemeine Recht – das ius commune – im Außenrechtsbezug seine Gültigkeit verlor. Nach innen war es ebenfalls nicht mehr legitimiert, weil der gesetzgebende Souverän weggefallen war. Die länderübergreifende Spannkraft des ius commune drohte zu erlahmen und die Einheit in Einzelteile zu zerfallen, weil die Territorien je eigene Interessen verfolgten und auch anmeldeten. So wurde zur Zeit des Rheinbunds das ius commune in den Code civil abgedrängt und im Anschluss an diese Zeit sorgte auch der Deutsche Bund nicht für seine Wiederbelebung oder gar Aufwertung im Sinne eines kräftigen nationalen Zivilrechts. Stattdessen gab es viele Anzeichen für die Notwendigkeit einer Kodifikation des Zivilrechts. Daraufhin gründete Savigny 1814 eine Schule für die Rechtswissenschaft. Sie sollte modern sein. Ihm schwebte ein zentraler und streng zukunftsorientiert ausgerichteter Rechtswissenschaftsbetrieb vor. Territoriale Expositionen sollten bewusst vernachlässigt werden, denn politische Motivationen fanden in seinem Konzept keinen Platz. Den wissenschaftstheoretischen Unterbau lieferte seine berühmte Programmschrift: Vom Beruf unserer Zeit für Gesetzgebung und Rechtswissenschaft.

„Das geltende Recht werde nicht von einem Gesetzgeber gemacht, sondern entspringe dem historischen Volksbewusstsein; Aufgabe der Juristen sei es, das Recht auf dem Wege einer „geschichtlichen Rechtswissenschaft“ in der Gegenwart zu rekonstruieren.“

Die Streitschrift gründete auf der Idee, dass alles Recht auf gemeinschaftlichem kultur- und geschichtsabhängigem Bewusstsein aufbaut und Rechtswissenschaft das innere System des Rechts gemäß dem objektiven Sinn im (geschichtlich zu fassenden) Sein zu fassen habe. Savigny bezeichnete dieses (kollektive) Bewusstsein als Volksgeist. Der Begriff war nicht neu, denn bereits Friedrich Hegel hatte ihn für seine Sicht der Weltgeschichte verwendet, als er Geschichte – bei allen Krisen und Rückschlägen – als Verwirklichung einer im Menschen veranlagten Vernunft deutete, als Prozess eines kollektiven Vernünftigwerdens im fortschreitenden Bewusstsein der Freiheit. Savigny wiederum verstand den Volksgeist als metaphysische Wertegemeinschaft, sichtbar war danach nur das Entstandene selbst. Die Orientierung richtete sich in doppelter Weise aus, sie hatte eine rechtsphilosophische und eine rechtsgeschichtliche Dimension. Den Romanisten Savigny unterstützte in der Geburtsstunde der Historischen Rechtsschule der Germanist Eichhorn.
Die Modernisierung der Rechtswissenschaft knüpfte Savigny an eine umfassende Reform des juristischen Universitätsbetriebes. Dem repräsentativen Berufsbild des Richters wollte er – unter den Voraussetzungen einer Ausbildung auf höchstem akademischen Niveau – „lebendiges Denken“ einhauchen. Juristen sollten das neue Rechtsbewusstsein moderieren und zur „gemeinsamen Überzeugung des Volkes“ lenken.

„[Die] Annäherung der Theorie und Praxis ist es, wovon die eigentliche Besserung der Rechtspflege ausgehen muß, und worin wir vorzüglich von den Römern zu lernen haben: auch unsere Theorie muss praktischer und unsere Praxis wissenschaftlicher werden, als sie bisher war.“

Die Juristen sollten nicht nur an den „praktischen Bedürfnissen“ der Gesellschaft teilhaben, diese vorgestellt als staatlich enthobene nationale Rechtswirklichkeit, sondern an der wissenschaftlich erforschten und erforschbaren Wahrheit des (historischen) Rechts. Die leitenden Grundsätze müsse der Jurist im Wissenschaftsprozess „herausfühlen“. Wird die wissenschaftliche Wahrheit des Rechts herausgefühlt und damit entborgen, eröffnen sich für den Richter die für die Rechtsgestaltung notwendigen Handlungsspielräume. Die Rechtskraft sollte sich analog zum antiken Vorbild aus ius respondendi ergeben. Als Rechtsquelle erkannte er allein das stille Wachstum des Volksgeistes an. Auf diesen durfte nicht von außen eingewirkt werden, indem Kodifikationen verabschiedet werden oder eine vorherrschende Rechtslehre (communis opinio doctorum) zum Maßstab erhoben wird oder die Praxis „gerichtlicher Übung“ einengt. Gegenüber dem Richterkollegen Wilhelm von Gerlach führte er in einem Brief aus,

„daß aller Erfolg davon abhängt, den Richterstand in eine Lage zu bringen, in welcher er mit lebendigem Denken und nicht auf mechanische Weise sein Geschäft vollbringe, also ihn zu erziehen.“

Derartige Forderungen resultierten aus Savignys Unbehagen, das er gegenüber der naturrechtlichen Dogmatik hegte. Er wandte sich gegen den vorherrschenden postrevolutionären Zeitgeist, dessen Dogmatik sich an Kants Vernunftrecht orientierte, welches Savigny aufgrund des innewohnenden metaphysischen Systementwurfs wiederum als „ungeschichtlich“ kritisierte. Ein zweites Phänomen der Zeit – eingehend gesellschaftlich diskutiert – lag ihm ebenfalls nicht, die „Theorie der Gesetzgebung“. Diesem Ansatz warf er Beliebigkeit vor, denn durch eine staatliche Obrigkeit gesetztes Recht reagiere stets willkürlich auf alle Modeerscheinungen und aktuellen Interessen, reproduziere damit bloße Momentaufnahmen. Die Willkür des Gesetzgebers repräsentiere aber unmöglich die  „Geschichtlichkeit des Rechtsbewusstseins“. Damit stand er in Abkehr beispielsweise zu Thibaut und Gönner, deren Konzepte er gleichfalls als ungeschichtlich verwarf. Savigny war auch nicht an der Aufarbeitung und Weiterentwicklung der Rechtsliteratur des usus modernus der beiden vorangegangenen Jahrhunderte gelegen, da ihm schon deren schöpferische Qualität missfiel. Noch stärker kritisierte er die zugrundeliegenden Rechtsordnungsprinzipien, denen er erhebliche Mängel im juristischen Anspruch bescheinigte.
Savigny postulierte die Vereinigung der Vorstellung einer „philosophisch-systematischen“ (cognitio ex principiis) Jurisprudenz mit der Vorstellung einer „historisch-empirischen“ (cognitio ex datis) Jurisprudenz.

„Ein zweyfacher Sinn ist dem Juristen unentbehrlich: der historische, um das eigenthümliche jedes Zeitalters und jeder Rechtsform scharf aufzufassen, und der systematische, um jeden Begriff und jeden Satz in lebendiger Verbindung und Wechselwirkung mit dem Ganzen anzusehen, das heißt in dem Verhältnis, welches das allein wahre und natürliche ist.“

Savigny lehnte die Einsicht seiner Zeit ab, dass Recht zeitlos und absolut gültig sei. Recht als Bestandteil allen Seins, das selbst geschichtlich erschien, also als geschichtliches Produkt zu verstehen war, trug das Erfordernis in sich, dass die neue Wissenschaft geschichtlich zu sein habe. Rechtsquelle war der „Wille des Volkes“ und nicht etwa das Gesetz. Die Reflexion auf die Geschichtlichkeit der menschlichen Existenz, bedeutete für die Rechtswissenschaft die Erkenntnis, dass eine Beziehung zwischen einer Rechtsnorm (dem „Sollen“) und der Wirklichkeit der Gesellschaft (dem „historischen Sein“) besteht. Nach dieser Maßgabe „entsteht Recht von selbst“, aus einem „praktischen Bedürfnis“ und „ist den Menschenhänden entzogen“. Rechtserkenntnis erwächst demnach aus der Zurückverfolgung eines Tatbestandes oder Stoffes bis zu dessen historischen Anfang. Für Plastizitätszwecke verwendet Savigny in seiner Schrift bereits die Bildsprache der Pflanzenwelt um Sackgassen, Überholung und Fortwirkungen von Recht zu demonstrieren: Wurzel, organisch, abgestorben.
Die verständige Einlassung darauf, dass das Volk als Kulturnation begriffen wird und dessen epochale Schöpfungen als Teil einer Gesamtkultur, erhielt lediglich unterschiedliche Bezeichnungen. So sprach Georg Beseler vom Volksrecht, In Anlehnung an die römische Klassik, sprach Gustav von Hugo vom Juristenrecht. Beseler und Hugo wurden bedeutende Wegbereiter und final auch Mitbegründer der historischen Rechtsschule. Puchta benannte den Volksgeist begrifflich und suchte Antworten auf den von den juristischen Germanisten erhobenen Vorwurf, die Begriffsbegründung entstamme einer „dunklen Werkstätte“. Er selbst begründete den Volksgeist religiös, womit er nicht allein war. In den 1830er Jahren setzten schließlich breitere christliche Begriffszuweisungen ein, philosophisch abgesichert durch den späten Schelling. Theologisch wirkten zur Reife gelangte Erweckungsbewegungen durch, deren Saaten im Allgäu und im fränkischen Erlangen gesetzt worden waren. Sie gingen davon aus, dass Ausgangspunkt des Rechts der Sündenfall war. Zu Revolutionszeiten in die Krise geraten, wurden Jurisprudenz, Theologie und Philosophie wieder entmischt.
Als Rechtsmaterien wurden das (unverfälschte, reine) antike römische Recht und das germanische Recht herangezogen, sowie alle Novationen der beiden Rechtsmassen bis in die Gegenwart des 19. Jahrhunderts. Nach Savigny galt das römische Recht als Gewohnheitsrecht, getragen von Juristen, als Repräsentanten der Nation. Einer Zustimmung durch den Gesetzgeber bedurfte es nicht. Die Aufteilung der Rechtsmassen führte zu den Zweigen der Romanisten und der Germanisten. Die Romanisten begründeten bezüglich der Fortschreibung des römischen Rechts eine Kontinuitätsideologie. Ein neues Lehrkonzept wurde ebenfalls eingeführt, so wurden im romanistischen Zug die Vorlesungen der Pandekten zu didaktischen Zwecken mit Übungen zu römischen Rechtsfällen verbunden.

#### Interpretationen
Franz Wieacker interpretiert Savigny im Lichte dessen Bekenntnis zur Geschichtsphilosophie Johann Gottfried Herders, der Recht als Teil der Gesamtkultur und Rechtsgeschichte als Teil der Geschichte der Gesamtkultur verstand: Beider Ansicht nach, so Wieacker, vollstreckten die Völker einen „Entwicklungsplan der Menschheitsgeschichte“, der auf die „Heranbildung der vollen Humanität“ abziele. Der evolutionstheoretische Charakter von Begrifflichkeiten wie „Heranbildung“ und „Entwicklungsplan“ führt Uwe Wesel zu der Erkenntnis, dass Recht für Savigny Produkt „des stillen Wirkens eines Volksgeistes“ sein müsse, welcher sich gleichsam „organisch“, wie eine Sprache entwickle. Er bezeichnet diesen für das Recht revolutionären Ansatz als „evolutionstheoretisch“, typisch für das 19. Jahrhundert insoweit, als Darwin, Marx und Durkheim für ihre jeweiligen Disziplinen methodisch ähnlich ansetzten. Da Recht im Verständnis Savignys Bestandteil von Kultur sei, weitergehend Kultur noch Bestandteil von „geistiger Tradition“, noch weitergehend, „geistige Tradition“ bezüglich des schriftlich fixierten römischen Rechts gar „literarische Tradition“, warnt Wieacker zur Vermeidung von Missverständnissen davor, Savignys Volksgeist-Begriff außerhalb des kulturellen Kontextes zu betrachten. Eine (vordergründig naheliegende) biologische oder realsoziologische Kontextualisierung des Begriffs ginge nämlich fehl und würde zu programmatischen Inkonsequenzen führen.
Auch das Verhältnis zwischen dem Naturrecht – in Gestalt des Vernunftrechts – und der Historischen Rechtsschule wird seit langem streitig diskutiert. Gegenstand sind Widersprüche und Fragen zur Abgrenzung der Lehrauffassungen. Ausführlich setzte sich Okko Behrends mit der Historischen Rechtsschule auseinander und untersuchte deren Einflüsse auf die nachfolgende Zeit. Er selbst geht davon aus, dass „die Mitte des römischen Rechts“ stark vom Humanismus der skeptischen Akademie durchdrungen war und überdies stoischen Einflüssen ausgesetzt war, deren Offenlegung insbesondere Jacques Cujas zu verdanken sei. Als die Gesetzgebung zum prALR anstand, hätten maßgebliche Juristen der Zeit versucht, die stoischen Einflüsse auszumerzen, die Historische Rechtsschule dann habe sich die wesentlich schwerer nachzuweisenden Grundbotschaften des antiken Skeptizismus einerseits vergegenwärtigt – insbesondere waren sie in zahlreiche Sorgfalts- und Rücksichtsprinzipien eingesickert – aber durch eigene Deutungen verdeckt, weshalb sie selbst in einen Gegensatz zum Skeptizismus getreten seien. Skeptisch sei allein der Ansatz gewesen, der Erkenntnissicherheit des Natur- und Vernunftrechts in Fragen von Recht und Gerechtigkeit entgegenzutreten und ein für „die menschliche Gesellschaft nach Freiheitsprinzipien zu organisierendes Recht“ zu postulieren. Vornehmlich habe sich der Protest gegen den – exemplarisch in Frankreich entstandenen – revolutionären Rationalismus erhoben. Dabei habe er sich einer „quasireligiösen Vernunftgläubigkeit“ unterworfen (Volksgeist als göttliche Herkunft), die allen rezipierten klassischen Skeptizismus, allen methodischen Zweifel an einer gesicherten Wirklichkeitserkenntnis, verstelle. Das habe der Person nicht nur den individuellen Humanismus abgesprochen, sondern dem Deutschen Idealismus und der romantischen Geschichtsgläubigkeit während der Zeit des Historismus ein jeweils angenommenes Koalitionsangebot gemacht, das über Generationen verstetigt worden sei.
Den eigenen Untersuchungen, die Hans-Peter Haferkamp zu diesem Konnex unternommen hatte, stellt er voran, dass die Argumentationen teils mit erheblichen Anziehungs- wie Abstoßungskräften operieren würden. So habe die Historische Rechtsschule einerseits das Naturrecht vertrieben, andererseits aber betrieben, so sei das Naturrecht einerseits programmatisch „überwunden“ worden, andererseits sei die Rechtsschule aber „Erbe“ desselben, wenn nicht überhaupt selbst Naturrecht. Im Ergebnis fasst Haferkamp zusammen, dass sich die Lehren mit vergleichbaren Fragestellungen auseinandersetzen, wie etwa mit Gesetzeslücken umzugehen sei oder wie das Recht als System betrachtet werden könne. Gemeinsamkeiten fänden sich aber nicht, das verbiete der idealistisch – und nicht von Aufklärung – geprägte Charakter der „Argumentationsformen“, insbesondere die von der Historischen Rechtsschule abgelehnte „Behauptung überpositiven Rechts“. Bei einer offen gelassenen metaphysischen Einlassung, ging es um „Geschichtlichkeit“, nicht aber um „Überpositivität“ als rechtliche Erstbegründung. Erst die späten Denker der Historischen Rechtsschule und der formalsprachlichen Begriffsjuristen wollten dem Staat (ab der Reichsgründung 1871) zugestehen, dass er nationales Recht obrigkeitlich verbindlich zu regeln vermag. Der Volksgeist wurde ab dieser Zeit der Mystik überantwortet.

### Kodifikationsstreit
Den Sockel einer Volksüberzeugung bildet nach Savigny das Gewohnheitsrecht. Unterstützt wird es von Wissenschaft und Rechtspraxis, aber nur im flankierenden Sinne. Besonders streitig diskutierte Savigny die Bedeutung der Gesetzgebung für das Rechtsbewusstsein eines Volkes. Hervorzuheben ist der Disput mit einem intimen Vertrauten der Weimarer Klassiker und (traditionsfeindlichen) Vernunftrechtler, Anton Friedrich Justus Thibaut. Die wissenschaftliche Kontroverse der beiden ging als Kodifikationsstreit (1814) in die Annalen ein.
In seiner Schrift Über die Notwendigkeit eines allgemeinen bürgerlichen Rechts für Deutschland war Thibaut für eine umfassende Nationalkodifikation eingetreten, dies obgleich Gegner der Idee eines Zentralstaates. Die Rechtsordnungen des „Alten Reiches“ erschienen ihm jedoch unvollständig und teils überholt. Er stellte sich gegen die Not, dass laufend behelfsweise auf das römisch-kanonische Recht zurückgegriffen wurde. Das Rechtsensemble selbst hielt er für eine Kodifizierung jedoch für völlig ungeeignet, denn, so kommentierte er, sein kanonischer Rechtsteil böte sich als „ein Haufen dunkler, verstümmelter Bestimmungen“ dar und sein römischer Rechtsteil als ein „Wust jämmerlicher zerstückelter Fragmente“, aus welchem sich nicht ein einziger authentischer (klassisch-juristischer) Text isolieren ließe. Insgesamt präsentiere sich seiner Auffassung nach das römische Recht als Produkt der Verfallszeit der römischen Kultur und sei – in Anspielung auf die Aussortierung des Großteils und Umschreibung des kleinen verbliebenen Teils der klassischen Rechtsliteratur – nicht mehr als eine „flüchtig gearbeitete, dunkle Kompilation.“
Mittels einer gezielt gegen Thibaut gerichteten Streitschrift (Vom Beruf unserer Zeit für Gesetzgebung und Rechtswissenschaft) warb Savigny für Verständnis, die bevorstehende politische Restauration nicht mit einer zivilrechtlichen Kodifikation beantworten zu wollen und noch zu glauben, durch einen Gesetzeskatalog erfüllte sich „lebendiger politischer Besitz der Nation“. Im Gegensatz zur Ratio der Aufklärung sieht Savigny nicht im Gesetz die ausschließliche Quelle des Rechts, insbesondere nicht in einer umfassenden Gesetzgebung, einer Kodifikation. Eine Kodifikation zerstöre die Mannigfaltigkeit stets wünschenswerter gemeinsamer Traditionen und bedeute – unter Überanstrengung der Aufgaben einer Gesetzgebung – legislatorische Gleichmacherei. Tatsächlich könne eine Kodifikation nicht mehr leisten, als einzelne Reformen um- und durchzusetzen und darüber hinaus, die bewährten und bestehenden Gewohnheiten festzuhalten. Der Volkswille (Volksgeist) könne deshalb nicht aus einem demokratischen und damit gesellschaftlich verankerten Rechtsverständnis heraus interpretiert werden, vielmehr dränge sich auf, dass eigentliches Zentrum der Rechtsentfaltung die Wissenschaft sei. Diese habe gerade umgekehrt, die sich eröffnenden Handlungsspielräume zur Formulierung von Rechtssätzen zu nutzen. Die im Volk lebenden Grundvorstellungen füllten die Handlungsspielräume, die dem Recht vorzugeben seien. Damit formulierte Savigny sein Befremden gegenüber der staatlichen (insbesondere sozialen) Gesetzgebung und betonte mit einem Hauptsatz seiner Lehre, dass rechtspositivistische Vorstellungen sich vom Gesetzgeber als Rechtsquelle nicht ablösen dürften. Positiv gesetztes staatliches Recht sei gerade nicht frei von staatlicher Willkür, bedürfe zudem der Rechtsetzung als Notwendigkeit. In prozessökonomischer Hinsicht sei nach Auffassung Savignys keine zusätzliche Rechtssicherheit und Prozessbeschleunigung zu erwarten, da auch die Anwendung eines Gesetzbuches, bei der reichhaltigen Fülle von unterschiedlichen Lebenssachverhalten, nicht von der Notwendigkeit der Rechtsauslegung entbinde und in vielen Fällen die Rechtsprechung bemüht werden müsse. Eingebettet war die Haltung Savignys in die nationalpolitische Vorstellung von Rechtseinheit, wirtschaftspolitisch forderte er Privatautonomie, staatspolitisch stand er auf dem Standpunkt, dass Rechtsherrschaft von Juristen ausgehen solle.
Der Grundaussage der historischen Rechtsschule nach ist das Recht nicht ein willkürlich vom Gesetzgeber geschaffener Gesamttatbestand von Vorschriften, sondern ein Bündel von im „Bewusstsein des Volkes lebendigen Überzeugungen“, ähnlich der Sprache oder den Sitten und Gebräuchen eines Volkes. Solche Rechtsüberzeugungen können zwar durch einen Gesetzgeber festgehalten werden, entwickelten und veränderten sich aber „organisch im Laufe der Zeit“ und ohne sein Zutun. Tragend seien dabei die praktischen, dem Wandel unterzogenen, Notwendigkeiten und Bedürfnisse des betroffenen Volkes. Dem Juristenstand käme in einem entwickelten Rechtssystem – im Sinne einer gesellschaftlichen Arbeitsteilung – die Aufgabe zu, das Volksbewusstsein dadurch zu repräsentieren, dass das geltende Recht wissenschaftlich dargelegt und dem Wandel angepasst wird, damit es anwendbar bleibt. Daraus lässt sich ein weiterer Hauptsatz der Rechtslehre ableiten: Der historische und der systematische Betrachtungswinkel müssen methodisch synthetisiert werden. Die bestehenden Rechtssätze sollen aus ihrer Geschichte heraus verstanden werden, was eine Zurückverfolgung ihrer Geschichte bis zur Wurzel verlangt. Von selbst würde der Sinn einer Norm klar und von selbst sonderten sich abgestorbene oder überkommene Bedeutungen des Rechtssatzes oder dessen Teile ab und es würde deutlich, welche Bedeutung der Rechtssatz für die Regelung der Gegenwart habe. Die auf dieses Verständnis sich beziehende systematische Einlassung orientiert sich nach Untersuchungen Helmut Coings nicht – wie etwa vom Naturrechtler Christian Wolff postuliert – an einer Deduktion des Sinnes des Rechtssatzes aus determinierten obersten Prinzipien, sondern an Oberbegriffen der für die Gesamtordnung relevanten „sozialen Phänomene“, wie das Institut der Ehe (aus dem Familienrecht) oder das Institut des Vertragswesen (aus dem Vermögensrecht). Wer einen Vertrag schließe, begebe sich eines Teils seiner subjektiven Rechte auf Handlungsfreiheit (nach modernem Verständnis der Vertragsautonomie), denn er räumt einem Dritten eine Bestimmungsbefugnis ein, an die er als Vertragsantragender gebunden sei. Daraus ergebe sich für jedermann, dass Vertragsverhältnisse Verpflichtungsgeschäfte seien, die es einzuhalten gilt (Bestimmung des Volksgeistes im Lichte pandektistischer Einteilung).
Savigny im Speziellen kritisierte die Statik positiver Gesetzgebung. Ausgehend von seinem Vorbild der weitgehend gesetzesfreien klassisch-römischen Jurisprudenz beanstandete er die jüngsten im großen Stil erlassenen naturrechtlichen Kodifikationen, so den Code civil, den er aufgrund seiner revolutionären Grundgesinnung als politische Mode und minderwertig erachtete, etwas höher stellt er das altständische preußische Landrecht. Er wendet gegen beide den Nützlichkeitsgeist der Aufklärung ein, behindernd den neuen Geist der (universitären) Erneuerung. Die Historische Rechtsschule stand letztlich im Spannungsfeld des Duells zwischen Thibaut und Savigny, deren Grundentscheidungen differierten. Der eine war Repräsentant demokratischer Politik im Geiste eines jungen Nationalgefühls, der andere Vertreter aristokratischer Kultur, die aus der europäischen Tradition erwachsen war und sich in der Literatur der Weimarer Klassiker wiederholt.

### Romanisten und Germanisten
Innerhalb der historischen Rechtsschule konkurrierten die Romanisten mit den Germanisten. Die Romanisten vertraten die Auffassung, dass dem Volksgeist die Rezeption des römischen Rechts entspreche. Die Orientierung am hergebrachten antiken römischen Recht erlaube es, bisher nicht praktizierte Rechtssätze nachzurezipieren. Die Darstellung des Privatrechts erfolgte in Pandektenlehrbüchern. Bedeutende Pandektisten waren Rudolf von Jhering, Georg Arnold Heise, Adolph von Vangerow und Bernhard Windscheid. Sie obsiegten im Widerstreit zu den Germanisten im 19. Jahrhundert, bis zur Schaffung des Bürgerlichen Gesetzbuches in Deutschland.
Die Germanisten der Rechtsschule, wie etwa Karl Friedrich Eichhorn, Jacob Grimm, Georg Beseler oder Otto von Gierke, sahen das mittelalterliche deutsche Recht, im Sammelbegriff die germanischen Volksrechte schon vor der Rezeption als Recht, das dem deutschen Volksgeist entsprach, an. Die Lehre der Germanisten entwickelte sich im 18. Jahrhundert in Deutschland parallel zum römisch-kanonischen ius commune als ius Germanicum. Da es aber zu keiner Fusion des lokalen Gewohnheitsrechts mit dem Gemeinen Recht gekommen war, zweiteilte sich die Privatrechtswissenschaft in den romanistischen und den germanistischen Flügel. Dass der germanistische Flügel sich nicht als eigenständige Lehre neben der historischen Rechtsschule etablierte, schließlich beurteilten die Germanisten die Rezeption des römischen Rechts als ein durch die gelehrten Juristen herbeigeführtes „Nationalunglück“, lag an den ursprünglichen Gemeinsamkeiten der Voraussetzungen der Denkansätze der beiden Disziplinen. Betont wurden diese insbesondere von Eichhorn.
Sowohl das deutsche Recht als auch die Pandektistik verfolgten nicht nur nach seinem Verständnis die gleichen programmatischen Ansätze. Recht sollte historisch und systematisch gedacht werden, auch das Verhältnis zur Theorie der „Begriffsjurisprudenz“ lief später synchron (insbesondere bei C. F. Gerber). Ursprünglich wurden die Disziplinen als einander ergänzend wahrgenommen, sie stellten sich erst im Laufe ihrer jeweiligen Entwicklungsgeschichte in einen Gegensatz zueinander. Mit dem Werk „Volksrecht und Juristenrecht“ versuchte Georg Beseler die Folgen der römisch-rechtlichen Rezeption zu überwinden, indem er für die beiden im Titel genannten Rechtsgebiete von zwei Arten des „Gewohnheitsrechts“ ausging. Seiner Auffassung nach hätten die Juristen das Volksmandat zur Rechtsfortbildung fehlerhaft ausgeübt, weshalb er das reine Volksrecht an alte deutsche Rechtszustände angeknüpft wissen wollte, dies nebst Kodifikation des Rechts, damit auch das reine Juristenrecht wirkungslos würde. Das wurde allerdings mehrheitlich entschieden abgelehnt. Ebenso drang die Auffassung A. L. Reyschers nicht durch, der die „Zurückführung des gesamten Rechts auf eine einheimische, der Volkseigentümlichkeit entsprechende Grundlage“ zur „Begründung einer vaterländischen Rechtswissenschaft“ postulierte. Otto Giercke hob die soziale Komponente als Unterschied der Disziplinen hervor, die beim deutschen Recht betont, beim romanistischen Recht an einen individualistischen Manchesterliberalismus preisgegeben sah.

### Rechtliches Umfeld

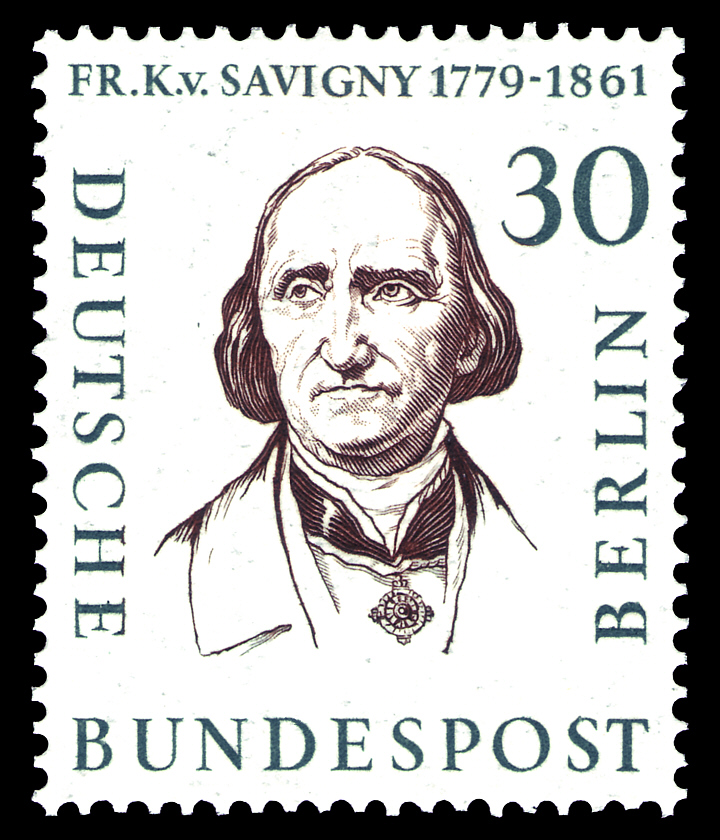
Friedrich Carl von Savigny, Briefmarke der Deutschen Bundespost Berlin (1957)

Die historische Rechtsschule hatte maßgeblichen Einfluss auf die deutsche Rechtswissenschaft des 19. Jahrhunderts. Historisch folgte sie auf den von Savignys Rechtslehre weitgehend abgelehnten usus modernus pandectarum. Dessen Bestrebungen im 18. Jahrhundert zur Verwissenschaftlichung des Rechts fußten vornehmlich auf den mittelalterlichen Arbeiten der Postglossatoren und der Vertreter des mos italicus und nicht – wie von der Historischen Rechtsschule gefordert – auf dem Corpus iuris civilis selbst („Zurück zu den Quellen.“). Kaum Verständnis brachte die Rechtsschule auch für die Tradition des älteren Gemeinen Rechts auf, das versucht hatte, alle rechtlichen Einflüsse zu vereinen. Die Rechtsschule wandte sich gegen die Fusion unterschiedlich rezipierten römischen Rechts mit Kirchenrecht und örtlichen Gewohnheitsrechten. Gegen die Tradition des gemeinen Rechts sprach aus dem Blickwinkel Savignys auch, dass der Corpus iuris nicht als Gewohnheitsrecht aufgefasst werden durfte, sondern als Gesetz. Das hatte für seine Lehre den Vorteil, dass die gemeinrechtliche Tradition als Gesetzesinterpretation und nicht etwa als eigenständige Entwicklung klassifiziert werden konnte. Savigny bevorzugte das römische Recht in seiner reinen und unverfälschten Form, denn es sollte aufgrund seiner hohen Autorität dem Bildungsanspruch seiner Zeit und dem Wertesystem der Weimarer Klassik gerecht werden. In ökonomischer Hinsicht wird der Rückwärtsgewandtheit Savigny an das antike Recht andererseits entgegengehalten, „den Modernisierungsdruck der industriellen Revolution verschlafen“ zu haben.
Unter Savignys Nachfolgern, dem Systematiker Georg Friedrich Puchta und Bernhard Windscheid, ging aus dem romanistischen Zweig die Pandektenwissenschaft hervor, der eine methodische Kleinstarbeit an den Begriffsbestimmungen zu eigen war (Begriffsjurisprudenz). Rudolf von Jhering wiederum wandte sich – in einer Zeit (nach 1848), als die philosophischen Systementwürfe und die Bedeutung der Rechtsgeschichte verblassten – von dieser Methode ab, um die realen sozialen Anforderungen bei der Rechtsanalyse zu untersuchen („Wendepunkt der Rechtswissenschaft“). Häufig wird sein Schaffen unter den Begriff der „Soziologischen Rechtsschule“ gefasst.
Mächtiger Gegenspieler der Historischen Rechtsschule war auf den öffentlich-rechtlichen Gebieten die Staats- und Rechtsphilosophie Hegels; mächtig, weil die „Rechte“ Hegels zur Staatsphilosophie der preußischen Monarchie geworden war und vermittels ihres staatsgeschäftlichen Intimus Julius Stahl die Theorie des Rechtsstaats wie des Kirchenrechts im Vormärz und in der preußischen Reaktion beherrschte. So sie sich auch in der Dogmatik des Strafrechts – insbesondere gegen den dort zuletzt vorherrschenden Kantianismus – zu behaupten verstand, so vermochte sie es aber nicht, gegen die Stärke der zivilrechtlichen Theorie der Rechtsschule Savignys (insbesondere in der Auskleidung durch Puchta) anzukommen. Gleichwohl konnte über den Einfluss des Lübecker Appellationsgerichtspräsidenten J. Kierulff die Kritik der Hegelianer die Lehrer der historischen Rechtsschule zur „praktischen Verantwortung“ ermahnen. Auch Julius von Kirchmann hielt im Revolutionsjahr 1848 eine vielbeachtete Rede, die sich gegen die von ihm als verbraucht erachtete Pandektenwissenschaft richtete mit dem Titel: Die Werthlosigkeit der Jurisprudenz als Wissenschaft. Diese Rede stand letztlich am Ende der historischen Rechtsschule, die mit ihren romantisch-wissenschaftlichen Aspekten zunehmend als spekulativ und unvereinbar mit der justizpolitischen Praxis erachtet wurde. Die nationale Einheitsbewegung ging über von Kirchmanns Forderung nach einer Minimalgesetzgebung mit großzügigstem Ermessensspielraum hinaus und postulierte zum wiederholten Mal Kodifikationen, bis ein einheitliches Gesetzbuch zum Ende des Jahrhunderts mit dem BGB Wirklichkeit wurde.
Ab 1871 (Gründung des Kaiserreichs) geriet der Gesetzgeber dann als Träger der Rechtsgestaltungskompetenz doch in den Fokus. Savignys Kodifikationsaversion  wurde gesellschaftlich zunehmend obsolet. Während die Rechtswissenschaft für das 1896 vollendete Bürgerliche Gesetzbuch noch von großem Einfluss und Nutzen war, verschwand auch deren direkter Einfluss im 20. Jahrhundert verstärkt. Die Frage, auf welche Art sich das Recht aus dem Volksgeist entwickelt, diskutierten Juristen nochmals 1910 intensiv. Hans Kelsen leitete seine „Allgemeine Staatslehre“ als rein juristische Theorie des positiven Staates von der Historischen Schule der Zeit des ersten Drittels des 19. Jahrhunderts ab.
Als besondere Leistungen können heute die ergiebigen Quellenrecherchen der Rechtsschule genannt werden. So wurden die gaianischen Institutionen wiederentdeckt und herausgegeben, oder die Monumenta Germaniae Historica gegründet. Moderne Grundbegriffe wurden geschaffen oder definiert, so etwa Besitz, Willenserklärung, Leistungsunmöglichkeit oder Abstraktionsprinzip. Eine weitere Neuerung war die Gründung der modernen Lehrbuchtradition.
Mit der Verdrängung der Historischen Rechtsschule trat Ende des 19. Jahrhunderts die Historisierung der Rechtsgeschichte ein. Seither wird die Rechtsschule – insbesondere vor dem Hintergrund des Inkrafttretens des Bürgerlichen Gesetzbuches (BGB) – als Produkt der Geschichtswissenschaft wahrgenommen und dahingehend hinterfragt, inwieweit Rechtsgeschichte überhaupt noch als Fach der rechtswissenschaftlichen Disziplinen in den juristischen Fakultäten ihren Platz finden kann. Selbst die einst üblichen „Pflichtzitate“ und „Hinweise auf den Lebenswert der Rechtsgeschichte“ seien heute obsolet, trügen nicht mehr.

## Kritik
Eduard Gans war ein prominenter zeitgenössischer Kritiker des Konzepts Savignys. Zwischen beiden bestanden unterschiedliche Auffassungen zur „Deutung der Rezeption“. Er warf Savigny vor, trotz dessen Hinwendung zur Beschreibung der Geschichtlichkeit des Rechts zu einer Geschichtsschreibung des unmittelbaren Rechtslebens nicht durchgedrungen zu sein. Dabei bezog er sich auf dessen siebenbändiges Hauptwerk Geschichte des römischen Rechts im Mittelalter. Mit Beginn des dritten Bandes habe sich Savigny in belanglosen Einzelheiten verzettelt, weil er Rezeptionsgeschichte nicht als Gesetzgebungsgeschichte verstanden habe (Kodifikationskontroverse). Er hätte den Fortgang der Geschichte der Dogmen und Institutionen – Rechtssätze und Rechtsetzung – durch das Mittelalter hindurch beschreiben sollen, wie sich etwa Statute und Gesetzgebungen in den Städten und Staaten entwickelt haben. Savigny habe den Fokus aber auf die Verwissenschaftlichung des römischen Rechts durch die gelehrten Verfasser ab dem 12. Jahrhundert gelenkt und eine andere Aufgabe wahrgenommen, die, eine Literaturgeschichte aufzuschreiben. W. Wilhelm ergänzt, der Entwicklungsgedanke sei überhaupt ignoriert worden. Savigny brachte das in der Folge den Vorwurf ein, es fehle die politische Dimension des Mittelalters in der Rezeptionsgeschichte, in Bezug auf den materiellen Rechtsbestand und die formalen Ordnungsstrukturen gleichermaßen. In Abkehr vom Kern rechtsgeschichtlicher Betrachtung habe er über seine Literaturgeschichte die Überhöhung der (transferierten) Antike betrieben und dabei sein eigenes Konzept vergessen (gemacht). Fern der Wirklichkeit habe er sich in politischem Quietismus geübt. Puchta verteidigte Savigny später und betonte, dass gerade die „Wissenschaft es [sei], welche dem römischen Recht den Charakter eines europäischen gegeben [habe]“.
Helmut Coing kritisiert Savignys radikalen Gedankengang „Zurück zu den Wurzeln“ als Weg allein zurück zum Corpus iuris civilis. Dabei habe er nicht nur hilfreiche Entwicklungen, die seit der Zeit der Glossatoren eingesetzt hätten, beispielsweise im Bereich der Regelökonomie, ignoriert; er habe zudem an seiner Auffassung festhaltende Anschlusstheorien bedingt, die der Fortentwicklung des Privatrechts insgesamt nicht förderlich gewesen seien. Das zusammengetragene römische Recht habe nicht adäquat auf gesellschaftliche Veränderungen reagieren können, was sich etwa bei den Lehn- und Hoheitsrechten, dem Handelsrecht der Kaufleute oder den Patent- und Urheberrechten widerspiegle. Die Pandektistik habe bedeutende Fortbildungen des römischen Rechts letztlich deshalb nicht übernommen. Die Pandektenwissenschaft selbst habe sich in der Folge schwer getan, wenn neuartige Rechtsprobleme aufgetreten seien, insbesondere auffällig bei der Behandlung der immer bedeutsamer werdenden Gebiete des Gesellschafts- und Arbeitsrechts. Letztlich sei man noch hinter das gemeine Recht zurückgefallen.
Karl Marx hat Gustav von Hugo als den „Altvater“ der Historischen Rechtsschule kritisiert. Er warf ihm vor, die Vernunftkritik der bestehenden Verhältnisse zu ersetzen, indem er versuche, das Positive geradewegs durch dessen Unvernünftigkeit zu rechtfertigen.
Max Weber kritisiert Savigny, insoweit er vom Nationalökonomen Wilhelm Roscher zum Vorbild genommen wurde, insbesondere für die Begriffsbildung „Volksgeist“ als Hypostasierung des notwendig individuellen Charakters jedes wahrhaft volkstümlichen Rechts zu einem einheitlichen metaphysischen Wesen und Realgrund aller einzelnen Kulturäußerungen eines Volkes.
Franz Wieacker merkt kritisch an, dass die historische Schule „in System und Methode dem Vernunftzeitalter“ und „in ihrer Rechtsethik Kant verpflichtet blieb“, weshalb sie „eine wahrhaft geschichtliche Rechtsauffassung nicht sein konnte“. Die Problematik bestehe darin, dass der verwendete Volksbegriff (Volksgeist) nicht empirisch-soziologisch, sondern metaphysisch und kulturphilosophisch gebraucht würde. Damit sei die Rechtsschule selbst „Ausdruck und Mittel des Bruchs mit der Geschichte“ gewesen, „der für das 19. Jahrhundert kennzeichnend“ sei, folgerte Ernst-Wolfgang Böckenförde.

## Einflüsse auf die außerdeutsche Rechtswissenschaft
In Frankreich wurde 1804 der Code civil (CC) erlassen, eine Kodifikation, die die Handlungsspielräume aller anderen traditionellen Rechtsquellen einengte beziehungsweise versiegen ließ. Die herausragende Errungenschaft der Aufklärung, die Lehre von der Gewaltenteilung, gab der Gesetzgebung und der  Rechtsprechung klar voneinander getrennte Daseinsberechtigungen mit. Dem Richter kam eine geringe Restkompetenz zur Gestaltung von Recht noch insoweit zu, als er gemäß Art. 4 CC stets urteilen musste, dies auch dann, wenn das Gesetz zur zu entscheidenden Sache unzureichende Regelungen darbot oder gar schwieg („du silence, de l'obscurité ou de l'insuffisance de la loi“). Er durfte insoweit Regeln entwickeln. Der Rechtswissenschaft andererseits war das Recht zur Rechtsfortbildung gänzlich genommen, sie war darauf verständigt worden, allein den Inhalt von Gesetzen darzustellen, diese gegebenenfalls auszulegen und die Zusammenhänge der Regeln festzustellen, nicht aber, als Rechtsquelle zu fungieren. In den ersten beiden Dritteln des 19. Jahrhunderts entwickelte sich in Frankreich eine schnell vorherrschende Auslegungssystematik („École de l’exégèse“), die mit den Gedanken der historischen Rechtsschule eine Gegenströmung erfuhr – bekannt geworden durch die 1819 gegründete Zeitschrift Thémis – und noch darüber hinaus ging, weil sie sich mit vergleichender Rechtswissenschaft beschäftigte.
Durch eine Vielzahl intereuropäischer Kontakte Savignys zu anderen Rechtsgelehrten breitete sich die historische Rechtsschule nicht nur nach Frankreich aus, sondern auch in gemeinrechtlich gebliebene Teile Italiens zur Zeit der Risorgimentobewegungen, besonders in der Toskana beziehungsweise im Kirchenstaat. Bedeutung erlangte die Lehre auch in den Niederlanden und in anderen deutschsprachigen und angelsächsischen Ländern, ansatzweise sogar in Russland, Skandinavien und England.

## Primärliteratur
- Gustav von Hugo: Lehrbuch eines civilistischen Cursus, Band I: Lehrbuch der juristischen Encyclopädie. 1792, 8. Auflage 1835, Band II: Lehrbuch des Naturrechts. 1798, 4. Auflage 1819, Band III: Lehrbuch der Rechtsgeschichte. 1790, 11. Auflage 1832, Band IV: Lehrbuch des heutigen Römischen Rechts. 1790, 7. Auflage 1826, Band V: Philosophische Encyclopädie. 1802, Band VI: Civilistische Literärgeschichte. 1812, 3. Auflage 1830, Band VII: Chrestomathie von Beweisstellen für das heutige Römische Recht. 1802, Lehrbuch und Chrestomathie des classischen Pandecten-Rechts. 1. (einziger) Bd., 1790.
- Friedrich Carl von Savigny: Vom Beruf unserer Zeit für Gesetzgebung und Rechtswissenschaft, Mohr und Zimmer, Heidelberg 1814.